# 上本佐倉
上本佐倉（かみもとさくら）は、千葉県印旛郡酒々井町の町丁・大字。郵便番号285-0925。

## 地理
北は本佐倉、東は酒々井、南は本佐倉、西は佐倉市将門町、北西は佐倉市大佐倉に隣接している。

## 歴史
江戸期は本佐倉町であり、下総国印旛郡のうち。佐倉藩領。「元禄郷帳」「天保郷帳」「旧高旧領」ともに112石余。なお、「旧高旧領」などでは本佐倉村のうちになっている。佐倉城が鹿島台に移転したことにより佐倉が本佐倉となり、さらに成田街道の往来が盛んになると、街道沿いに商家・旅宿が立ち並び間（あい）の宿が形成され、街道筋だけが村方から独立して町方が誕生した。明和2年明細帳によれば、町場の長さ25町36間、家数58・人数255、馬12、竹御林1か所、辻番所1か所、小物成は茶園代永14文・山銭鐚76文のほかは町役をつとめるため免除、酒々井宿賃伝馬人足は1町分を酒々井町7・本佐倉町3の割合で負担した（区有文書/酒々井町史史料集1）。また、佐倉牧捕馬の際は、酒々井野馬御払場に水夫人足を差出した。神社は、五良神社・神明神社・白山大神社、寺院は日蓮宗善竜寺・長勝寺、浄土宗清光寺・浄真寺・善法院、真言宗竜性寺などがあったが、のち廃寺となり、現在は清光寺だけである。なお、清光寺は徳川家康の父、広忠の歯骨墓があることにより朱印50石を与えられた。明治6年千葉県に所属。明治22年酒々井町の大字上本佐倉となる。明治30年の成田鉄道（現成田線）開通により旧成田街道筋の商家・旅宿などは衰退

### 年表
- 1873年（明治6年） - 千葉県に所属。
- 1889年（明治22年）4月1日 - 酒々井町上本佐倉になる。
  - 町村制施行し、酒々井町、下台村、馬橋村、墨村、飯積村、尾上村、中川村、上岩橋村、伊篠村、伊篠新田、篠山新田、今倉新田、下岩橋村、柏木村、本佐倉村、本佐倉町が合併し印旛郡酒々井町が発足。
- 1977年（昭和52年） - 上本佐倉・本佐倉の各一部が上本佐倉一丁目となる[5][4]。

## 世帯数と人口
2017年（平成29年）11月1日現在の世帯数と人口は以下の通りである。
| 大字・丁目     | 世帯数  | 人口    |
| -------------- | ------- | ------- |
| 上本佐倉       | 314世帯 | 719人   |
| 上本佐倉一丁目 | 146世帯 | 324人   |
| 計             | 460世帯 | 1,043人 |

## 小・中学校の学区
町立小・中学校に通う場合、学区は以下の通りとなる。
| 大字・丁目     | 番地 | 小学校                 | 中学校                 |
| -------------- | ---- | ---------------------- | ---------------------- |
| 上本佐倉       | 全域 | 酒々井町立酒々井小学校 | 酒々井町立酒々井中学校 |
| 上本佐倉一丁目 | 全域 | 酒々井町立酒々井小学校 | 酒々井町立酒々井中学校 |

## 交通

### バス
- ちばグリーンバス[7]
  - 田町車庫 ～ 酒々井小学校 ～ 京成酒々井駅【東口】[8]
  - 田町車庫 ～ 酒々井町役場 ～ 京成酒々井駅【東口】[8]
  - 京成佐倉駅 ～ 酒々井町役場 ～ 京成酒々井駅【東口】[8]
    - （本佐倉） - 本佐倉 - 山道 - 上本佐倉 - （酒々井）

### 道路
- 国道
  - 国道51号
  - 国道296号
- 主要地方道
  - 千葉県道76号成東酒々井線
- 都道府県道
  - 千葉県道137号宗吾酒々井線